# Föreningen Blindas Väl
Föreningen Blindas Väl skapades år 1885. Föreningen hjälper synskadade personer att förverkliga sin strävan efter att få ett aktivt arbetsliv. Genom föreningen får ett stort antal personer bidrag för att komma ut i arbetslivet eller bidrag för att kunna stanna kvar i ett aktivt arbetsliv trots funktionshindret.